# Blu-ray

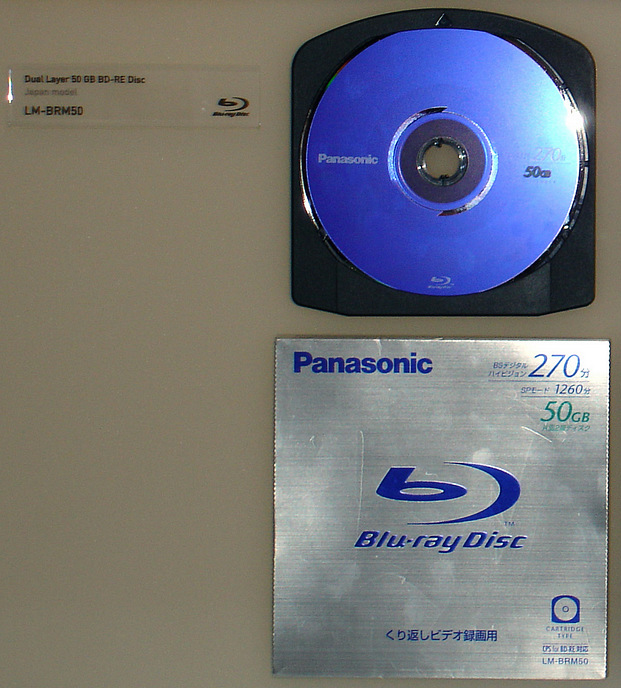
Blu-ray-диск Panasonic, объём 50 Гб, в картридже

Blu-ray Disc, BD (англ. blue ray — синий луч и disc — диск; написание blu вместо blue — намеренное) — формат оптического носителя, используемый для записи с повышенной плотностью хранения цифровых данных, включая видео высокой чёткости. Стандарт Blu-ray был совместно разработан международным консорциумом Blu-ray Disc Association. Первый прототип нового носителя был представлен в октябре 2000 года. Современный вариант был представлен на международной выставке потребительской электроники Consumer Electronics Show (CES), которая прошла в январе 2006 года. Коммерческий запуск формата Blu-ray прошёл весной 2006 года.
Blu-ray (букв. «синий луч») получил своё название от использования для записи и чтения коротковолнового (405 нм) «синего» (в действительности фиолетового) лазера. Буква «e» была намеренно исключена из слова «blue», чтобы получить возможность зарегистрировать товарный знак, так как выражение «blue ray» является часто используемым и не может быть зарегистрировано как товарный знак.
С момента появления формата в 2006 году и до начала 2008 года у Blu-ray существовал серьёзный конкурент — альтернативный формат HD DVD. В течение двух лет многие крупнейшие киностудии, которые изначально поддерживали HD DVD, постепенно перешли на Blu-ray. Warner Brothers, последняя компания, выпускавшая свою продукцию в обоих форматах, отказалась от использования HD DVD в январе 2008 года. 19 февраля того же года Toshiba, создатель формата, прекратила разработки в области HD DVD. Это событие положило конец очередной «войне форматов». При этом начиная с 2009 года формат Blu-Ray начал вытесняться мультимедийными плеерами имевшими в качестве носителей жёсткие диски.

## Вариации и размеры

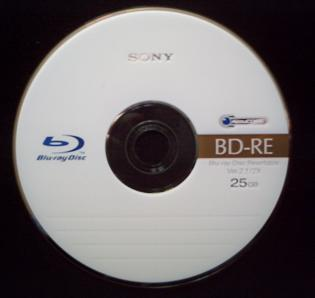
Пустой перезаписываемый диск Blu-ray (BD-RE)

Однослойный диск Blu-ray (BD) может хранить 23,3 ГиБ (25 ГБ), двухслойный диск может вместить 46,6 ГиБ (50 ГБ), трёхслойный диск может вместить 100 ГБ, четырёхслойный диск может вместить 128 ГБ. Ещё в конце 2008 года японская компания Pioneer демонстрировала 16- и 20-слойные диски на 400 и 500 ГБ, способные работать с тем же самым 405-нм лазером, что и обычные BD-плееры. Компания Pioneer Electronics уже представила привод BDR-206MBK, поддерживающий трёхслойный диск 100 ГБ и четырёхслойный диск 128 ГБ. Диски имеют индексацию BD-R XL.
5 октября 2009 года японская корпорация TDK сообщила о создании записываемого Blu-ray-диска ёмкостью 320 гигабайт. «Новый десятислойный носитель полностью совместим с существующими приводами» — сообщает сайт TechOn.
На данный момент доступны диски BD-R (одноразовая запись), BD-RE (многоразовая запись), BD-RE DL (многоразовая запись) вместимостью до 46,6 ГиБ (50 ГБ), в разработке находится формат BD-ROM. BD-R диски также могут быть LTH-типа. В дополнение к стандартным дискам размером 120 мм выпущены варианты дисков размером 80 мм для использования в цифровых фото- и видеокамерах вместимостью 14,5 ГиБ (15,6 ГБ).
| Тип              | Физический размер | Однослойная вместимость               | Двухслойная вместимость                 |
| ---------------- | ----------------- | ------------------------------------- | --------------------------------------- |
| Стандартный диск | 12 см             | 25 ГБ / 23 866 МиБ / 25 025 314 816 Б | 50 ГБ / 47 732 МиБ / 50 050 629 632 Б   |
| Минидиск         | 8 см              | 7,8 ГБ / 7430 МиБ / 7 791 181 824 Б   | 15,6 ГБ / 14 860 МиБ / 15 582 363 648 Б |

См. также: Mini-CD, Mini-DVD.

## Технические особенности

### Лазер и оптика
В технологии Blu-ray для чтения и записи используется фиолетовый лазер с длиной волны 405 нм (обычные DVD и CD используют красный и инфракрасный лазеры с длиной волны 650 нм и 780 нм, соответственно (635 нм для DVD-R for Authoring)).
Такое уменьшение позволило сузить дорожку вдвое по сравнению с DVD (до 0,32 мкм) и увеличить плотность записи данных.
Меньшая длина волны фиолетового лазера позволяет хранить больше информации на 12-сантиметровых дисках того же размера, что и у CD/DVD. Эффективный «размер пятна», на котором лазер может сфокусироваться, ограничен дифракцией и зависит от длины волны света и числовой апертуры линзы, используемой для его фокусировки. Уменьшение длины волны, использование числовой апертуры (0,85, в сравнении с 0,6 для DVD), высококачественной двухлинзовой системы, а также уменьшение толщины защитного слоя в шесть раз (0,1 мм вместо 0,6 мм) предоставило возможность проведения более качественного и корректного течения операций чтения/записи. Это позволило записывать информацию в меньшие точки на диске, а значит, хранить больше информации в физической области диска, а также увеличить скорость считывания до 432 Мбит/с.

### Скорость записи
| Скорость привода | Скорость передачи данных | Скорость передачи данных | Время записи Blu-Ray дисков (мин) | Время записи Blu-Ray дисков (мин) |
| ---------------- | ------------------------ | ------------------------ | --------------------------------- | --------------------------------- |
| Скорость привода | Мбит/с                   | Мбайт/с                  | Однослойные                       | Двухслойные                       |
| 1×               | 36                       | 4,5                      | 90                                | 180                               |
| 2×               | 72                       | 9                        | 45                                | 90                                |
| 4×               | 144                      | 18                       | 22,5                              | 45                                |
| 6×               | 216                      | 27                       | 15                                | 30                                |
| 8×               | 288                      | 36                       | 11,25                             | 22,5                              |
| 10×              | 360                      | 45                       | 9                                 | 18                                |
| 12×              | 432                      | 54                       | 7,5                               | 15                                |
| 14×              | 504                      | 63                       | 6,5                               | 13                                |
| 16×              | 576                      | 72                       | 5,7                               | 11,5                              |
| 20×              | 720                      | 90                       | 4                                 | 8                                 |

### Технология твёрдого покрытия
Из-за того, что на дисках Blu-ray данные расположены слишком близко к поверхности, первые версии дисков были крайне чувствительны к царапинам и прочим внешним механическим воздействиям, из-за чего они были заключены в пластиковые картриджи. Этот недостаток вызывал большие сомнения относительно того, сможет ли формат Blu-ray противостоять HD DVD — стандарту, который в то время рассматривался как основной конкурент Blu-ray. HD DVD, помимо своей более низкой стоимости, мог нормально работать без картриджей, так же, как и форматы CD и DVD, что делало его более удобным для покупателей, а также более интересным для производителей и дистрибьюторов, которым было невыгодно нести дополнительные траты на изготовление картриджей.
Решение этой проблемы появилось в январе 2004 года с появлением нового полимерного покрытия, которое дало дискам более качественную защиту от царапин и пыли. Это покрытие, разработанное корпорацией TDK, получило название «Durabis». Оно позволяет очищать BD при помощи бумажных салфеток, которые могут нанести повреждения CD и DVD.
Формат HD DVD имеет те же недостатки, что и у обычного DVD (т. е. подвержен царапинам), так как эти диски производятся на одном оборудовании.

### Кодеки
Кодек используется для преобразования видео- и аудиопотока и определяет размер, который видео будет занимать на диске. Почти во всех видеодисках, которые появились вначале, будет использоваться кодек MPEG-2.
На данный момент в спецификацию формата BD-ROM включена поддержка трёх кодеков: MPEG-2, который также является стандартным для DVD; MPEG-4 H.264/AVC кодек и VC-1 — новый быстро развивающийся кодек, созданный на основе Microsoft Windows Media 9. При использовании первого кодека на один слой возможно записать около двух часов видео высокой чёткости, другие два более современных кодека позволяют записывать до четырёх часов видео на один слой.
Для звука BD-ROM поддерживает линейный (несжатый) PCM, Dolby Digital, Dolby Digital Plus, DTS, Dolby TrueHD, DTS-HD Master Audio и Dolby Lossless (формат сжатия данных без потерь, также известный как Meridian Lossless Packing (MLP).

### Совместимость

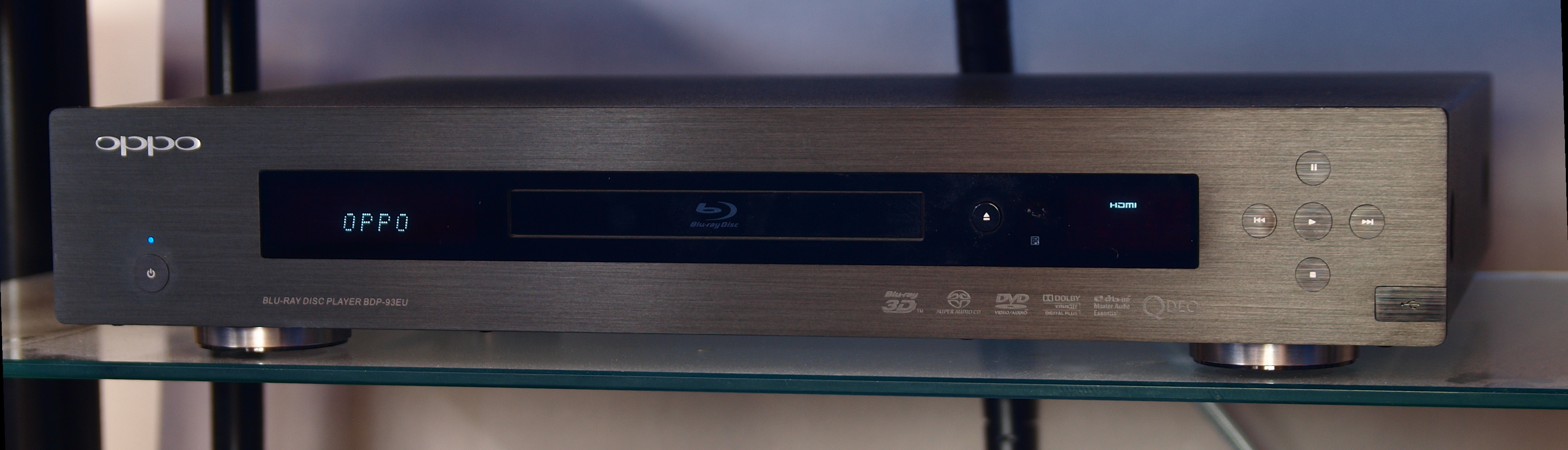
Бытовой blu-ray-плеер

Хотя Ассоциация Blu-ray-дисков и не обязывает производителей проигрывателей, она настоятельно рекомендует им давать возможность Blu-ray-устройствам проигрывать диски формата DVD для обеспечения обратной совместимости.
Более того, компания JVC разработала технологию, которая позволяет наносить на один диск как физическую область для DVD, так и для BD, получая, таким образом, комбинированный BD-/DVD-диск. Прототипы таких дисков были показаны на той же выставке CES января 2006 года. На данный момент у покупателей появилась возможность купить диск, который можно будет проигрывать как в DVD-проигрывателях, так и в BD-проигрывателях, но получая картинку разного качества.

### Коды регионов
Видеофильмы формата Blu-ray имеют отличные от DVD коды регионов. Существуют 3 региона:
| Код     | Регион                                                                          |
| ------- | ------------------------------------------------------------------------------- |
| 1 или A | Америка, Восточная и Юго-Восточная Азия (исключения: Китай), Тайвань            |
| 2 или B | Европа, Океания, Африка, Ближний Восток, заморские владения Франции, Гренландия |
| 3 или С | Центральная и Южная Азия, Монголия, Россия, Континентальный Китай               |

### Системы противодействия копированию
В формате Blu-ray применён экспериментальный элемент защиты от копирования под названием BD+, который позволяет динамически изменять схему шифрования. Стоит схеме шифрования быть взломанной, как производители могут обновить её, и все последующие копии будут защищены уже новой схемой. Таким образом, единичный взлом шифра не позволит скомпрометировать всю спецификацию на весь период её жизни. Также будет использована технология Mandatory Managed Copy, которая позволяет пользователям делать легальные копии видеоинформации в защищённом формате, эту технологию разработала компания Hewlett-Packard и потребовала её включения в формат. Именно отсутствие возможности динамически менять схему шифрования позволило создать программу DeCSS.
Следующий уровень защиты, которым обладают диски, — это технология цифровых водяных знаков «ROM-Mark». Она будет жёстко «прошита» в ПЗУ приводов при производстве, что не позволит проигрывателю воспроизводить содержимое без специальной скрытой метки, которую, по утверждению Ассоциации, будет невозможно подделать. Так путём жёсткого регулирования и лицензирования заводов будут отбираться производители дисков, которым будет поставлено специальное оборудование.
В дополнение к этому, все Blu-ray-проигрыватели смогут выдавать полноценный видеосигнал только через защищённый шифрованием интерфейс или незащищённый аналоговый интерфейс.
Защита Blu-ray была взломана 20 января 2007 года. В ответ на это Ассоциация BDA ускорила время выпуска BD-Plus (Blu-ray Disc Plus), который был взломан в сентябре 2008 года.

### Файловая система
Blu-ray с AVCHD используют Universal Disk Format (UDF) 2.50 или 2.60.

## Технологии

### BD-Live

Логотип технологии BD-Live

BD-Live (Blu-ray Disc — Live) — технология Sony, используемая в Blu-ray-дисках для реализации интерактивных функций.
Функция BD-Live предоставляет доступ к миру интерактивных развлечений: интернет-играм, конкурсам и другим интернет-сервисам. После активации BD-Live также появляется возможность загрузки дополнительных материалов о фильме, которых нет на диске, например, эксклюзивные видеоролики или интервью с актёрами и режиссёром. Для доступа к этим материалам необходимо посетить специальную страничку, посвящённую фильму, и скачать нужную информацию.

### LTH Type
LTH (Low To High) — технология, упрощающая и снижающая стоимость производства записываемых дисков BD-R (болванок) на текущем оборудовании производителей DVD-R-дисков. Используется органический материал, как и в CD-/DVD-болванках. В магазинах LTH Type диски позиционируются как BD-R для записи данных, но, разумеется, подходят для записи любого содержимого. Проблема в том, что не все Blu-ray-устройства (главным образом видеоплееры) могут писать и читать этот формат — не опознают LTH-диски, однако большинство устройств работает с ними после обновления своей микропрограммы (прошивки).
См., к примеру, Verbatim BD-R LTH Type Compatibility.
На самом деле LTH-формат проигрывает в качестве записи (органический записываемый слой применяется во всех болванках CD и DVD) против неорганического в обычных BD-R — неорганический слой предполагает существенно более надёжную запись и применяется в обычных BD-R-болванках, а также M-ARC-дисках) и на данный момент отстаёт по техническим свойствам — трудно увеличивать скорость чтения и записи таких дисков. Формат задумывался как альтернативный, с целью упростить массовое производство болванок и, как следствие, снизить конечную стоимость BD-R «LTH Type» для потребителя.
Интересно, что болванки формата HD DVD-R тоже имели органический записываемый слой. Так, рабочая поверхность BD-R «LTH Type» и HD DVD-R имеет золотисто-жёлтый цвет, в отличие от обычных BD-R дисков.

### BD DL

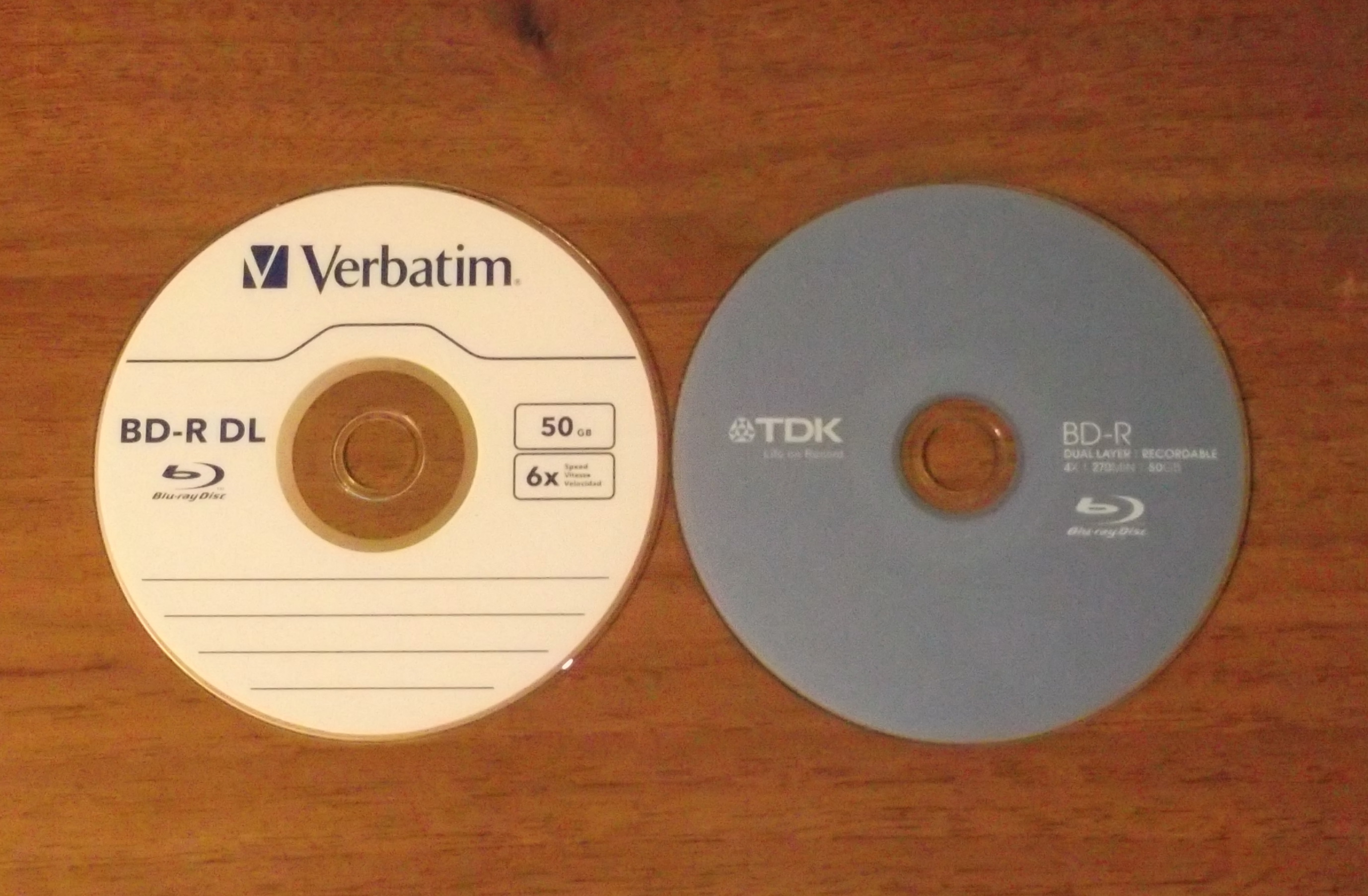
Диски BD-R DL

Объём увеличен до 50 ГБ (2-слойный диск).

### BDXL

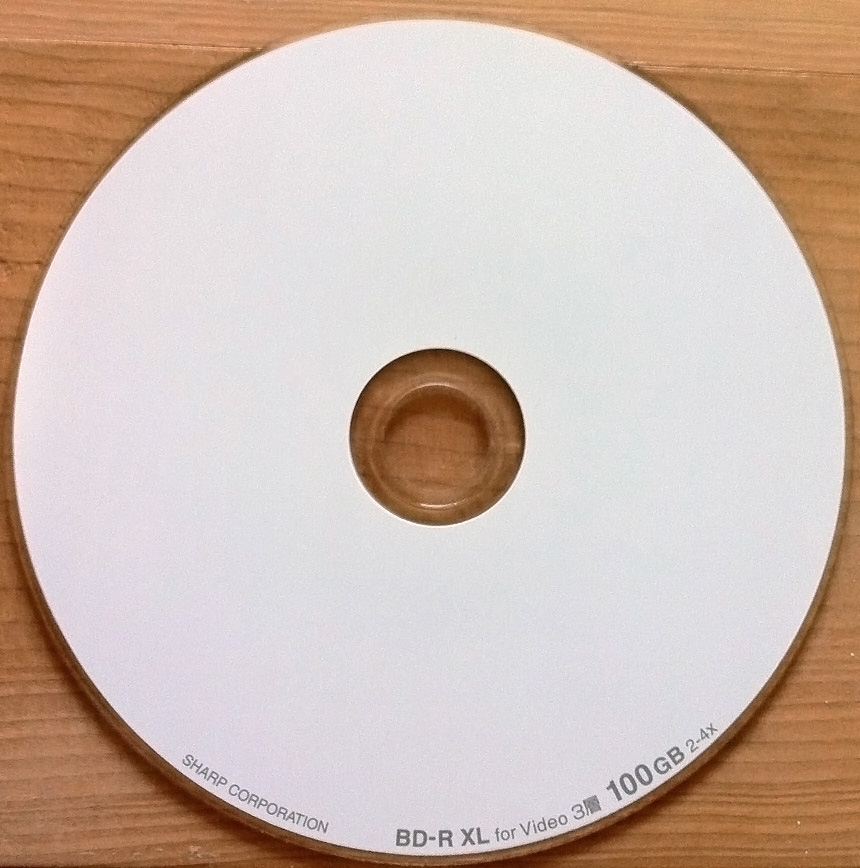
Трёхслойный BD-R XL 100GB Sharp

Дальнейшее развитие формата BD. Объём увеличен до 100 ГБ у BDXL-R (3-слойные диски BD TL) и 128 ГБ у BDXL-RE (4-слойные диски BD QL).
Диски BDXL не могут читаться на приводах BD, но приводы BDXL могут читать BD-диски.
О создании дисков BDXL заявили Sony, Sharp, TDK, Verbatim, Panasonic.

### IH-BD
Двуслойный гибрид из слоев формата BD-ROM и BD-RE. Содержит один слой 25 ГБ для одноразовой записи[как?] и ещё один слой 25 ГБ только для чтения.
Диски несовместимы с существующими приводами.

### Различия в спецификациях Blu-ray-дисков
|                        | Однослойный                                                  | Двухслойный                                                  | Трёхслойный                                                  | Четырёхслойный                                               |
| ---------------------- | ------------------------------------------------------------ | ------------------------------------------------------------ | ------------------------------------------------------------ | ------------------------------------------------------------ |
| Тип диска              | R, RE или ROM                                                | R, RE или ROM                                                | R или RE                                                     | R                                                            |
| Ёмкость                | 25 ГБ                                                        | 50 ГБ                                                        | 100 ГБ                                                       | 128 ГБ                                                       |
| Ёмкость слоя           | 25 ГБ                                                        | 25 ГБ                                                        | 33,4 ГБ                                                      | 32 ГБ                                                        |
| Минимальная длина пита | 0,149 мкм                                                    | 0,149 мкм                                                    | 0,112 мкм                                                    | 0,117 мкм                                                    |
| Колебание дорожки      | 0,32 мкм                                                     | 0,32 мкм                                                     | 0,32 мкм                                                     | 0,32 мкм                                                     |
| Модуляция              | 17PP                                                         | 17PP                                                         | 17PP                                                         | 17PP                                                         |
| Коррекция ошибок       | Код Рида — Соломона с подкодом выявления пакетных ошибок BIS | Код Рида — Соломона с подкодом выявления пакетных ошибок BIS | Код Рида — Соломона с подкодом выявления пакетных ошибок BIS | Код Рида — Соломона с подкодом выявления пакетных ошибок BIS |
| Размер сектора / блока | 2 кБ / 64 кБ                                                 | 2 кБ / 64 кБ                                                 | 2 кБ / 64 кБ                                                 | 2 кБ / 64 кБ                                                 |
| Режим считывания       | -                                                            | Режим обратного считывания                                   | Режим обратного считывания                                   | Режим обратного считывания                                   |
| Скорость записи данных | RE: 1x, 2x R: 1x. 2x. 4x(доп.), 6x(доп.)                     | RE: 1x, 2x R: 1x. 2x. 4x(доп.), 6x(доп.)                     | RE: 2x R: 2x, 4x                                             | R: 2x, 4x                                                    |
| Скорость               | 36—216 Мб/с                                                  | 72—144 Мб/с                                                  | 72—144 Мб/с                                                  | 100-? Мб/с                                                   |

### Blu-ray 3D

Логотип диска Blu-ray 3D

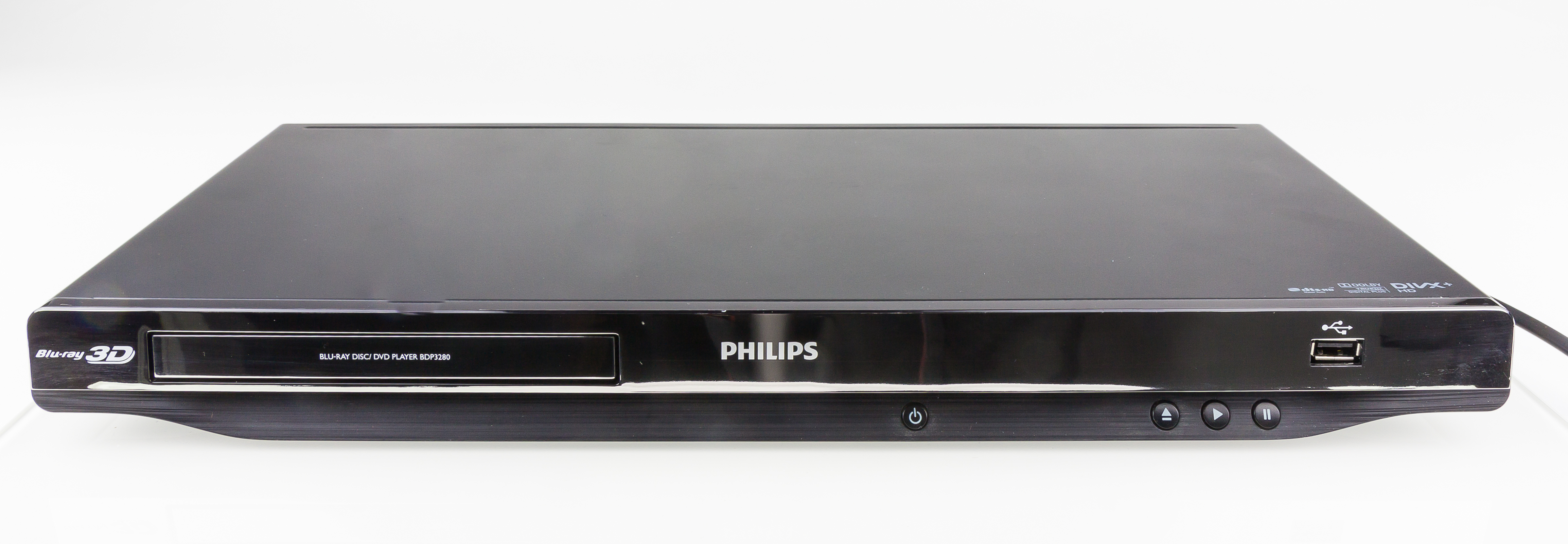
Бытовой проигрыватель с поддержкой blu-ray 3D

Blu-Ray Disc Association (BDA) организовала рабочую группу из представителей киноиндустрии, ИТ и производителей потребительской электроники, чтобы определить стандарты размещения 3D-фильмов на диски Blu-Ray.
17 декабря 2009 BDA официально анонсировала спецификацию 3D для дисков Blu-Ray, в которой заявлена обратная совместимость с существующими обычными проигрывателями. BDA поясняет:
«Спецификации Blu-Ray 3D описывают кодирование 3D-видео с использованием профиля „Stereo High“ (определённого Multiview Video Coding (MVC)) — дополнения к кодеку AVC (ITU-T H.264 Advanced Video Coding), уже реализованного во всех проигрывателях дисков Blu-Ray Disc. MPEG4-MVC сжимает оба видеоряда (для левого и правого глаза) так, что поток обычно на 50 % больше эквивалентного 2D-потока; при разрешении 1080p стандарт может обеспечить полную обратную совместимость с нынешними проигрывателями 2D Blu-Ray.»
Это означает, что поток MVC (3D) обратно совместим с потоком H.264/AVC (2D), тем самым старые 2D-устройства и программы могут декодировать стереоскопические видеопотоки (за исключением дополнительной информации для второго видеоряда).
Sony добавила поддержку Blu-Ray 3D в игровую консоль PlayStation 3 с обновлением прошивки от 21 сентября 2010 года.
Трёхмерные видеоигры стали доступны на этой же консоли с обновлением 21 апреля 2010 года.
С версии ПО 3.70 (обновление 9 августа 2011 года) PlayStation 3 может проигрывать аудиопотоки DTS-HD Master Audio и DTS-HD High Resolution Audio во время проигрывания трёхмерного Blu-Ray.
Dolby TrueHD используется на небольшом количестве дисков, и вывод аудио как цифрового потока реализован только в «тонких» моделях PlayStation 3 (оригинальные «толстые» модели декодируют аудио и посылают аналоговый поток LPCM).

### Ultra HD Blu-ray (4KUltra HD)

Логотип диска Ultra HD Blu-ray

UHD-диски формата Blu-ray по требованию BDA защищены DRM (Digital Rights Management, технические средства защиты авторских прав).
Не имеет региональной защиты.
Поддержка телевизорами данной технологий стандартизирована под названием Ultra HD Premium, который подразумевает:
- физическое разрешение панели 3840 × 2160;
- поддержка HDR (формат ST2084);
- обработка изображения с 10-битным представлением цвета;
- цветовой охват панели не менее 90 % пространства DCI P3;
- динамический диапазон яркости укладывается в один из двух интервалов: 0,05—1000 нит или 0,0005—540 нит.

Первые модели телевизоров с маркировкой Ultra HD Premium выпустила LG Electronics.
Первые проигрыватели дисков UHD Blu-ray выпустили Samsung, Panasonic и Philips (разработчик — компания Funai) в 2016 г.
Для воспроизведения таких дисков компьютером он должен поддерживать ряд технологий:
- улучшенная система доступа к содержимому (Advanced Access Content System, AACS),
- защита широкополосного цифрового контента (HDCP) версии 2.2,
- Intel SGX (Software Guard Extensions, эта технология обеспечивает аппаратное шифрование данных, изолируя код приложения и данные в защищенной области памяти (анклаве); поддерживается только в процессорах Intel Core поколений 7000, 8000, 9000 и 10000, также серверные процессоры Intel Xeon Scalabale третьего поколения, процессоры компании AMD не поддерживают SGX)[23].